# Ober-Seemen
Ober-Seemen ist ein Stadtteil von Gedern im hessischen Wetteraukreis. Sie ist die höchste Ortschaft des östlichen Wetteraukreises und liegt im Naturpark Vulkanregion Vogelsberg.

## Geografie
Ober-Seemen liegt am südwestlichen Abhang des Vogelsberges, 16 km östlich von Nidda. Der eigentliche „hohe Vogelsberg“ beginnt hier. Das Dorf grenzt mit seiner Gemarkung im Osten an die von Kirchbracht-Birstein, im Süden an die von Mittel-Seemen und Wenings und im Westen an die von Gedern. Im Norden wird es von ausgedehntem Wald umschlossen, hinter dem die Gemarkung von Volkartshain-Grebenhain beginnt. Da sich Ober-Seemen in einem Tal befindet,  liegt der Ort selbst auf einer Höhe zwischen 381 m bis 424 m. Die nördliche Gemarkungsgrenze erhebt sich auf bis zu 626 m an der Altenburg. Weitere Erhöhungen sind der Gaulskopf (540 m) der Reichenstein (497 m) und der Hermannsloh (476 m).
Es bildet mit den Dörfern Mittel-Seemen und Nieder-Seemen das Seemental. Ober-Seemen ist Teil des Naturparks Vulkanregion Vogelsberg. Der Seemenbach entspringt in Ober-Seemen, unterhalb der Altenburg.

### Bäche
Der Seemenbach entspringt nördlich von Ober-Seemen unterhalb der Alteburg. Er fließt durch Ober-, Mittel- und Nieder-Seemen und erhält durch das Seemental seinen Namen. Nach Nieder-Seemen fließt der Bach durch Kefenrod, Büdingen und die Büdinger Stadtteile Wolferborn, Rinderbügen und Düdelsheim. Oberhalb von Düdelsheim befindet sich ein Hochwasserrückhaltebecken. Der Seemenbach mündet bei Altenstadt-Lindheim hinter dem Sportplatz in der Wetterau in die Nidder.
Weitere Bäche sind
- Hundsbach (Bracht)
- Hettenbach
- Steinbach
- Gottesbach
- Schweinsgraben
- Krohbach

### Stehende Gewässer
- Schmidtbornteich
- Gänsweiher
- Schaftsweiher
- Brühlingsweiher
- Brandweiher
- Georgenwiesenseifenweiher[3]

## Geschichte

### Name
Der Name Ober-Seemen geht wahrscheinlich auf die Bezeichnung Seemenaha zurück. Mit Symme oder Symmese wird im Volksmund die Binse bezeichnet. Das Wort aha bedeutet so viel wie Wasser. Diese Silbe wurde im Laufe der Jahrhunderte abgeschliffen. So ist Seemenaha gleichbedeutend mit Seemenbach oder Binsenbach.

### Urgeschichte
Ein Faustkeil, der an der Alteburg gefunden wurde, belegt, dass sich hier schon vor mehr als 20.000 Jahren in der Altsteinzeit Menschen aufgehalten haben. In der Eisenzeit lebten hier Kelten, die Ackerbauern, Viehzüchter, Handwerker und Händler waren. Sie förderten auch die Metalle und Salze in der Region.
Ein bedeutendes Bodendenkmal der Gegend ist die Alteburg. Sie war eine Fliehburg. Heute grenzen hier die Gebiete von vier Gemeinden aneinander: Gedern, Schotten, Grebenhain und Birstein. Spuren vorgeschichtlicher Ringwälle sind hier noch zu sehen.

### Mittelalter

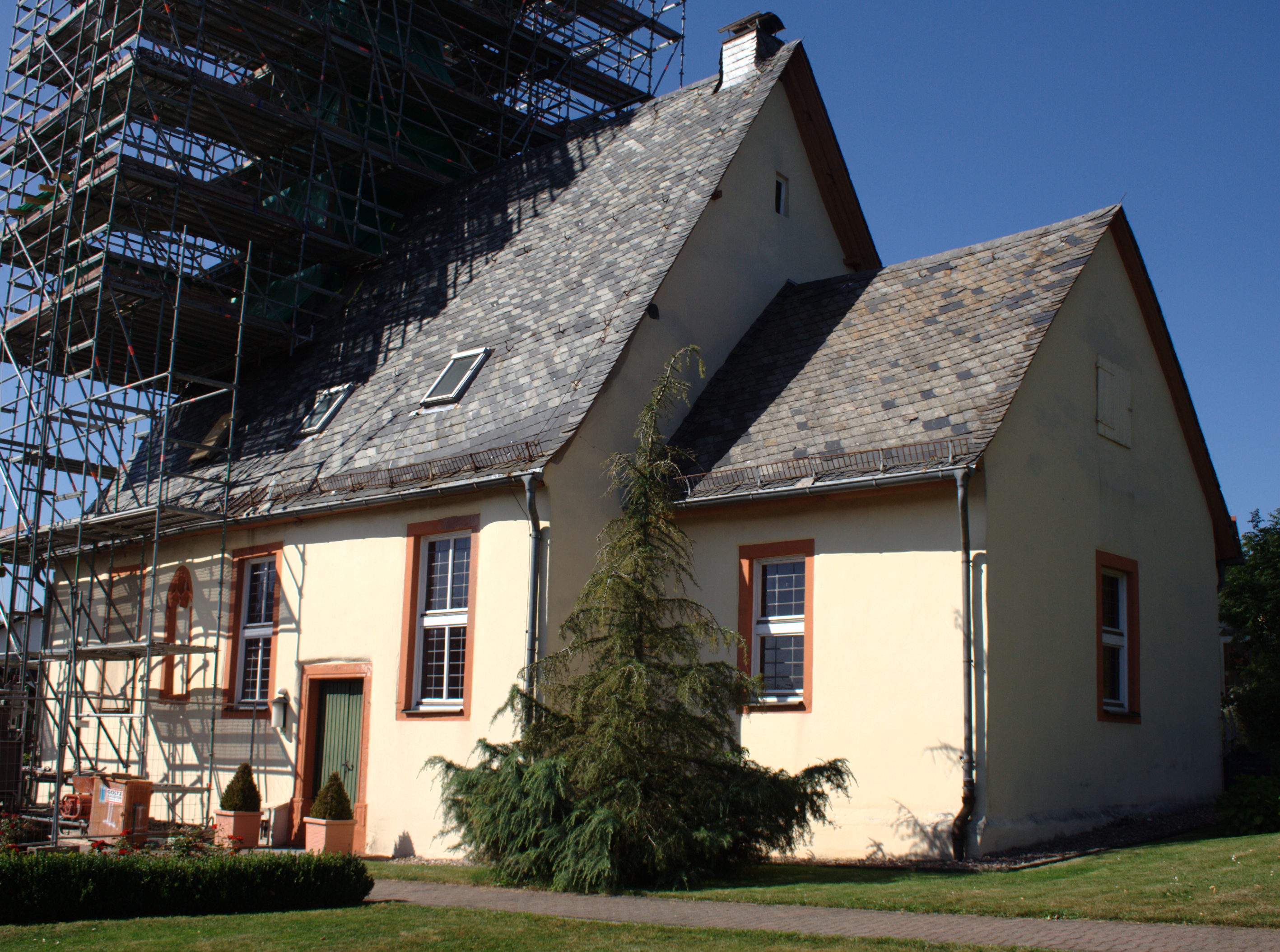
Evangelische Kirche in Ober-Seemen

Spätestens im Hochmittelalter wurden die Täler am Fuß des Vogelsbergs von der Wetterau her besiedelt, als die fruchtbareren Böden dort für eine wachsende Bevölkerung nicht mehr ausreichten. In dieser Zeit gehörte das Seemental zum Bannforst Büdingen, der im Nordwesten durch die Nidder und im Osten durch die Salz begrenzt wurde. Die Orte Mittel-Seemen und Nieder-Seemen sind Ausbauorte des ursprünglichen Ortes Seemen.
Die älteste erhaltene schriftliche Erwähnung von „Seemen“ datiert um das Jahr 1000 und findet sich in den Zinsregistern des Klosters Seligenstadt. Dort wird der Ort „Siemina“ genannt. Danach sind die Orte Mittel-, Ober- und Niederseemen gemeint. Bereits im 19. Jahrhundert wurde Siemina als Seemen identifiziert. Ein Bezug zu dem Ort Semd bei Dieburg wurde ausgeschlossen.
Ein „Hermann de Symene“ wird 1264 genannt. Der Ort Ober-Seemen erscheint erstmals explizit in einer Urkunde des Jahres 1320. Darin genehmigt der Lehnsherr Gottfried von Brauneck als Lehnsherr den Verkauf des Zehnten zu „Obersiemene“/ „Obernsemene.“
Das Dorf gehörte im Mittelalter und in der frühen Neuzeit weiter zum Amt Ortenberg, einem Kondominat, das von drei Landesherren aus dem Kreis der Mitglieder des Wetterauer Grafenvereins gebildet wurde.
1421 gehörte der Ort den Herren von Rodenstein, die ihn in diesem Jahr an die Herren von Hanau verpfändeten. Diese verkauften das Pfand im Jahr 1500 weiter an die Grafen von Isenburg.
Die Kirche von Ober-Seemen geht wohl auf eine mittelalterliche Kapelle zurück, von der Reste noch im Chorraum der heute stehenden Kirche vorhanden sein sollen.

### Frühe Neuzeit
Da alle drei Herren des Kondominats sich der Reformation zuwandten, wurde auch die Pfarrei Ober-Seemen, damals eine Filialkirche von Gedern, unter ihrem damaligen Pfarrer Geiß um 1535 lutherisch. Ab 1595 bestand in Ober-Seemen nachweislich eine Pfarrei, die auch Mittel- und Nieder-Seemen umfasste. Die letztgenannten beiden Dörfer wurden 1724 kirchlich abgetrennt und erhielten eine eigene Pfarrei.
Ober-Seemen gehörte zu den Orten, in denen das Solmser Landrecht von 1571 gewohnheitsrechtlich, aber nur teilweise, rezipiert wurde. Das galt insbesondere für die Bereiche Vormundschaftsrecht, Erbleihe und eheliches Güterrecht. Im Übrigen galt das Gemeine Recht. Erst das Bürgerliche Gesetzbuch, das einheitlich im ganzen Deutschen Reich galt, setzte zum 1. Januar 1900 das alte Partikularrecht außer Kraft.
1595 gehörten zum Gericht Ober-Seemen die vier Dörfer Ober-Seemen, Mittel-Seemen, Nieder-Seemen und Steinberg. 1601 kam es zu einer Realteilung des Kondominats, wobei das Dorf Ober-Seemen der Grafschaft Stolberg-Roßla und dem dortigen „Amt Ortenberg“ zugeschlagen wurde. Die Kirchenbücher beginnen mit dem Jahr 1649, die älteren gingen wohl im Dreißigjährigen Krieg verloren.
1742 bis 1766 wird ein Diakon für Ober-Seemen, 1752 ein Präzeptor für die dortige Schule erwähnt. 1791 besuchten etwa 90 bis 100 Kinder die Ober-Seemener Schule.
Ober-Seemen erhielt 1797 das Marktrecht. Märkte, bei denen der gräfliche Kellereiverwalter des Vorwerks Ober-Seemen im Auftrag des Amtes Ortenberg das Standgeld zu erheben hatte, sind für Pfingsten, im Sommer, als Bartholomäi-Markt, als Petri-Markt und im Oktober belegt. Die Märkte waren zweitägig, am ersten Tag war Vieh- und am zweiten Tag Krämermark. Die Märkte waren jeweils mit Festen verbunden, welche heute noch in Form des jährlichen Ober-Seemer Markts gefeiert werden.

### Neuzeit

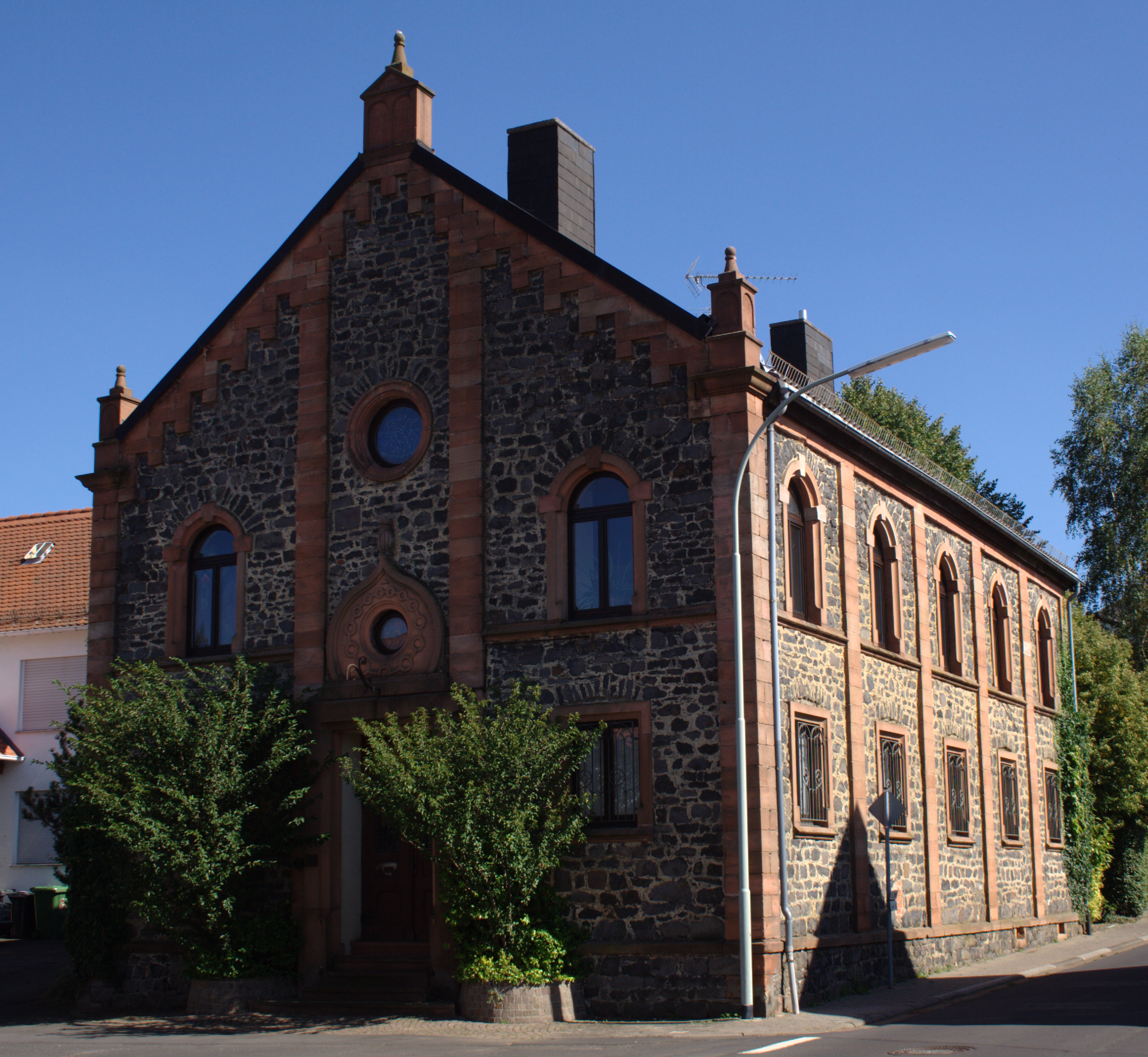
Synagoge in Ober-Seemen

1806 fiel die Grafschaft Stolberg – und damit auch Ober-Seemen – an das Großherzogtum Hessen. Hier gehörte Ober-Seemen zum standesherrlichen Amt Ortenberg. 1821 bildete das Großherzogtum den Landratsbezirk Nidda, dem auch Ober-Seemen zugeordnet wurde, und der ab 1832 Kreis Nidda hieß. Mit der Revolution von 1848 wurde kurzzeitig der Regierungsbezirk Nidda gebildet, 1852 aber der Kreis Nidda wiederbelebt. 1874 kam das Dorf zum Kreis Schotten.
1904 ging die öffentliche Wasserversorgung in Betrieb, 1905 erhielt der Ort durch die Preußisch-Hessische Eisenbahngemeinschaft und die Oberwaldbahn Anschluss an die Eisenbahn. Das erste Radio gab es 1921 im Dorf, das erste Auto 1925. 1924 wurde noch eine Flurbereinigung durchgeführt, bevor 1938 der Kreis Schotten aufgelöst wurde und Ober-Seemen 1938 zum Landkreis Büdingen kam.
Der Erste Weltkrieg forderte 50, der Zweite Weltkrieg 77 Tote und Vermisste unter den Einwohnern.
Im Ort gab es seit dem 17. Jahrhundert eine jüdische Gemeinde, die in der späten Mitte des 19. Jahrhunderts ihre größte Mitgliederzahl mit rund 150 Personen erreichte. 1900/01 errichtete die Gemeinde eine Synagoge, das Gebäude ist noch erhalten wie auch der jüdische Friedhof. Die Mitgliederstärke der jüdischen Gemeinde nahm ab dem späten 19. Jahrhundert durch die Abwanderung der Juden in größere Städte kontinuierlich ab. 1933 zählte die jüdische Gemeinde noch 73 Personen (6,8 % der Einwohner), schrumpfte weiter auf 15 Personen 1937 und löste sich im Frühjahr 1938 auf. 1940 gab es nur noch eine jüdische Familie am Ort. Mehr als 40 Juden, die in Ober-Seemen geboren wurden oder dort längere Zeit gelebt haben, wurden im Zuge der nationalsozialistischen Judenverfolgung ermordet.
1975 wurde der Personenverkehr, 1982 dann auch der Güterverkehr auf der Oberwaldbahn eingestellt und die Bahnanlagen daraufhin bald abgerissen. Auf der ehemaligen Trasse verläuft heute der Vulkanradweg. Das Empfangsgebäude des ehemaligen Bahnhofs ist ein Kulturdenkmal aufgrund des Hessischen Denkmalschutzgesetzes, musste aber wegen des Verfalls abgerissen werden.
Des Weiteren befindet sich auf einem Hügel östlich des Dorfs Richtung Kirchbracht ein Drehfunkfeuer, das für den internationalen Luftverkehr von Bedeutung ist. Das Funkfeuer wird unter anderem für An- und Abflüge auf dem Flughafen Frankfurt Main genutzt. Das Funkfeuer sendet, neben den Richtungsradialen, auf der Frequenz 110,80 MHz den Erkennungscode GED für Gedern als Morsezeichen ( − − ·   ·   − · · ).
Nördlich von Ober-Seemen hat der Landkreis Groß-Gerau ein Kinder- und Jugendferiendorf mit über 150 Betten erbaut.
Hessische Gebietsreform (1970–1977)
Im Zuge der Gebietsreform in Hessen wurde die bis dahin selbständige Gemeinde Ober-Seemen am 1. Dezember 1970 auf freiwilliger Basis in die Stadt Gedern eingemeindet.
Für Ober-Seemen, wie für alle nach Gedern eingegliederten ehemaligen Gemeinden sowie für die Kernstadt, wurde je ein Ortsbezirk  gebildet.

### Verwaltungsgeschichte im Überblick
Die folgende Liste zeigt die Staaten und Verwaltungseinheiten, denen Ober-Seemen angehört(e):
- vor 1601: Heiliges Römisches Reich, Amt Ortenberg (Kondominat des Wetterauer Grafenvereins)
- ab 1601: Heiliges Römisches Reich, Grafschaft Stolberg-Wernigerode, Amt Ortenberg
- ab 1645: Heiliges Römisches Reich, Grafschaft Stolberg-Stolberg, Amt Ortenberg
- ab 1706: Heiliges Römisches Reich, Grafschaft Stolberg-Roßla, Amt Ortenberg[18]
- ab 1806: Großherzogtum Hessen (Souveränitätslande),[Anm. 2]. Fürstentum Oberhessen, Amt Ortenberg (zur Standesherrschaft Stolberg gehörig)
- ab 1815: Großherzogtum Hessen (Souveränitätslande), Provinz Oberhessen, Amt Ortenberg[19]  (zur Standesherrschaft Stolberg gehörig)
- ab 1821: Großherzogtum Hessen, Provinz Oberhessen, Landratsbezirk Nidda[20][Anm. 3]
- ab 1832: Großherzogtum Hessen, Provinz Oberhessen, Kreis Nidda
- ab 1848: Großherzogtum Hessen, Regierungsbezirk Nidda
- ab 1852: Großherzogtum Hessen, Provinz Oberhessen, Kreis Nidda
- ab 1867: Norddeutscher Bund,[Anm. 4]  Großherzogtum Hessen, Provinz Oberhessen, Kreis Nidda
- ab 1871: Deutsches Reich, Großherzogtum Hessen, Provinz Oberhessen, Kreis Nidda
- ab 1874: Deutsches Reich, Großherzogtum Hessen, Provinz Oberhessen, Kreis Schotten
- ab 1918: Deutsches Reich (Weimarer Republik), Volksstaat Hessen, Provinz Oberhessen, Landkreis Schotten
- ab 1938: Deutsches Reich, Volksstaat Hessen, Landkreis Büdingen[21][Anm. 5]
- ab 1945: Amerikanische Besatzungszone, Groß-Hessen,[Anm. 6] Regierungsbezirk Darmstadt, Landkreis Büdingen
- ab 1946: Amerikanische Besatzungszone, Land Hessen, Regierungsbezirk Darmstadt, Landkreis Büdingen
- ab 1949: Bundesrepublik Deutschland, Land Hessen, Regierungsbezirk Darmstadt* ab 1972: Bundesrepublik Deutschland, Land Hessen, Regierungsbezirk Darmstadt
- ab 1970: Bundesrepublik Deutschland, Land Hessen, Regierungsbezirk Darmstadt, Landkreis Büdingen. Stadt Gedern
- ab 1972: Bundesrepublik Deutschland, Land Hessen, Regierungsbezirk Darmstadt, Wetteraukreis, Stadt Gedern

## Bevölkerung
Einwohnerstruktur 2011
Nach den Erhebungen des Zensus 2011 lebten am Stichtag dem 9. Mai 2011 in Ober-Seemen 1344 Einwohner. Darunter waren 72 (5,4 %) Ausländer.
Nach dem Lebensalter waren 246 Einwohner unter 18 Jahren, 525 zwischen 18 und 49, 300 zwischen 50 und 64 und 273 Einwohner waren älter.
Die Einwohner lebten in 534 Haushalten. Davon waren 132 Singlehaushalte, 150 Paare ohne Kinder und 195 Paare mit Kindern, sowie 51 Alleinerziehende und 6 Wohngemeinschaften. In 120 Haushalten lebten ausschließlich Senioren und in 333 Haushaltungen lebten keine Senioren.
Einwohnerentwicklung
| Ober-Seemen: Einwohnerzahlen von 1834 bis 2022 | Ober-Seemen: Einwohnerzahlen von 1834 bis 2022 | Ober-Seemen: Einwohnerzahlen von 1834 bis 2022 | Ober-Seemen: Einwohnerzahlen von 1834 bis 2022 | Ober-Seemen: Einwohnerzahlen von 1834 bis 2022 |
| --- | ---------------------------------------------- | ---------------------------------------------- | ---------------------------------------------- | ---------------------------------------------- |
| Jahr |                                                |                                                |                                                | Einwohner                                      |
| 1834 | 1834                                           |                                                | 997                                            | 997                                            |
| 1840 | 1840                                           |                                                | 1.017                                          | 1.017                                          |
| 1846 | 1846                                           |                                                | 1.020                                          | 1.020                                          |
| 1852 | 1852                                           |                                                | 1.051                                          | 1.051                                          |
| 1858 | 1858                                           |                                                | 904                                            | 904                                            |
| 1864 | 1864                                           |                                                | 862                                            | 862                                            |
| 1871 | 1871                                           |                                                | 822                                            | 822                                            |
| 1875 | 1875                                           |                                                | 824                                            | 824                                            |
| 1885 | 1885                                           |                                                | 822                                            | 822                                            |
| 1895 | 1895                                           |                                                | 879                                            | 879                                            |
| 1905 | 1905                                           |                                                | 925                                            | 925                                            |
| 1910 | 1910                                           |                                                | 962                                            | 962                                            |
| 1925 | 1925                                           |                                                | 1.008                                          | 1.008                                          |
| 1939 | 1939                                           |                                                | 1.030                                          | 1.030                                          |
| 1946 | 1946                                           |                                                | 1.354                                          | 1.354                                          |
| 1950 | 1950                                           |                                                | 1.349                                          | 1.349                                          |
| 1956 | 1956                                           |                                                | 1.390                                          | 1.390                                          |
| 1961 | 1961                                           |                                                | 1.319                                          | 1.319                                          |
| 1967 | 1967                                           |                                                | 1.411                                          | 1.411                                          |
| 1970 | 1970                                           |                                                | 1.440                                          | 1.440                                          |
| 1980 | 1980                                           |                                                | ?                                              | ?                                              |
| 1990 | 1990                                           |                                                | ?                                              | ?                                              |
| 2000 | 2000                                           |                                                | ?                                              | ?                                              |
| 2011 | 2011                                           |                                                | 1.344                                          | 1.344                                          |
| 2022 | 2022                                           |                                                | 1.310                                          | 1.310                                          |
| Datenquelle: Historisches Gemeindeverzeichnis für Hessen: Die Bevölkerung der Gemeinden 1834 bis 1967. Wiesbaden: Hessisches Statistisches Landesamt, 1968. Weitere Quellen: ; Zensus 2011; 2022 |                                                |                                                |                                                |                                                |

Historische Religionszugehörigkeit
| • 1961: | 1177 evangelische (= 89,32 %), 133 katholische (= 10,08 %) Einwohner |

## Politik
Für Ober-Seemen besteht ein Ortsbezirk (Gebiete der ehemaligen Gemeinde Ober-Seemen) mit Ortsbeirat und Ortsvorsteher nach der Hessischen Gemeindeordnung.
Der Ortsbeirat besteht aus sieben Mitgliedern.
Bei den Kommunalwahlen in Hessen 2021 gehörten alle Kandidaten der „Bürgerliste Ober-Seemen“ an. Der Ortsbeirat wählte Ilona Lehr zur Ortsvorsteherin.

## Kultur und Sehenswürdigkeiten

### Kulturdenkmäler
Siehe: Liste der Kulturdenkmäler in Ober-Seemen

### Vereine
- Seementaler Musikanten
- Gesangsverein Liederlust 1840 Ober-Seemen e. V.
- Geschichtsverein Seemental
- Kirchenchor Ober-Seemen
- Landfrauenverein Ober-Seemen e. V.
- Obst und Gartenbauverein Ober-Seemen
- VdK Seemental
- Angelsportverein Ober-Seemen e. V.
- KSG Ober-Seemen
- Freiwillige Feuerwehr Ober-Seemen
- Jugendfeuerwehr Ober-Seemen
- Jagdgenossenschaft Ober-Seemen
- Interessenverband Dorferneuerung Ober-Seemen
- SV Seemental
- Bund der Vertriebenen Ober-Seemen
- Marktverein Seemental

### Regionale Küche
In Ober-Seemen werden die sogenannten Beulches gekocht: Das sind wurstförmige Kartoffelrollen, die aus roh geriebenen Kartoffeln und Fleisch bestehen. Meist wird in Ober-Seemen Solperfleisch in diese Kartoffelmasse gegeben, es kann aber auch ebenso gut Blutwurst oder eine grobe geräucherte Bratwurst und dazu Lauch sein. Beulches werden in Leinensäckchen (kleinen Beuteln, örtlich: Beutelches) gekocht und zusammen mit einer Zwiebelsoße serviert. Prislaabs Woischsel ist eine weitere Spezialität aus Ober-Seemen. Sie ähnelt der Frankfurter Grünen Soße und besteht aus Dickmilch oder Buttermilch mit saurer Sahne und Schnittlauch. Dazu gibt es gekochtes Ei und gekochte Kartoffeln.

## Infrastruktur

### Verkehr
Durch Ober-Seemen verlaufen die Landesstraßen 3192 und 3010. Die ehemals den Ort berührende Oberwaldbahn ist seit 1982 stillgelegt. Heute läuft der Vulkanradweg über die frühere Bahntrasse von Stockheim nach Lauterbach (Hess). Er ist Teil des BahnRadweg Hessen, der auf ehemaligen Bahntrassen ca. 250 km durch den Vogelsberg und die Rhön führt.

### Bildung
Ober-Seemen verfügt über einen Kindergarten und eine Grundschule, die Seementalschule, in der Kinder aus Ober-Seemen, Nieder-Seemen und Mittel-Seemen die ersten vier Schuljahre besuchen.

### Wirtschaft
Ober-Seemen ist ländlich geprägt, dadurch sind hier die Milchviehhaltung und die Landwirtschaft früher und heute ein großes Thema.
Die Holzwirtschaft war früher ein wichtiger Wirtschaftszweig in Ober-Seemen. Das größte Holzwerk Hessens war hier ansässig. Das Sägewerk war direkt an die Oberwaldbahn angeschlossen und hatte zwei eigene Gleise zur Beladung der Waggons.
Auf dem Gelände, in den alten Gebäuden des Sägewerks, haben heute Handwerksfirmen ihren Standort oder ihre Lagerfläche.
Heute ist die größte Firma in Ober-Seemen die Firma Beyrak. Die über 100 Mitarbeiter fertigen hier Gummi- und Plastikteile für die Kfz-Industrie. Eine Firma für Verpackung ist ebenfalls in Ober-Seemen ansässig. Ansonsten gibt es einige kleine Handwerksfirmen.